# 丝缨花科
丝缨花科也叫绞木科或丝穗木科，只有一属—丝缨花属或丝穗木属（Garrya），约16-18种，都是原产于美国西部和墨西哥，常绿灌木或小乔木，单叶对生。
1981年的克朗奎斯特分类法将其列入山茱萸目，1998年根据基因亲缘关系分类的APG 分类法将其列入新设立的丝缨花目，2003年根据基因亲缘关系分类的APG II 分类法认为本科可以选择性地和生长在东亚的桃叶珊瑚科合并。

## 下属分类
本科包括以下属：
- 桃叶珊瑚属 Aucuba Thunb.
- 丝缨花属 Garrya Douglas ex Lindl., 1834